# Guarea cinnamomea
Guarea cinnamomea là một loài thực vật có hoa trong họ Meliaceae. Loài này được Harms mô tả khoa học đầu tiên năm 1937.